# 阿普林鎮區 (阿肯色州佩里縣)
阿普林鎮區（英語：Aplin Township）是位於美國阿肯色州佩里縣的一個行政鎮區。

## 地方資料
阿普林鎮區的面積為94.00平方千米，當中陸地面積為93.14平方千米，而水域面積為0.86平方千米。根據2010年美國人口普查的數據，當地共有人口231人，而人口密度為每平方千米2.46人。